# Eh, Eh (Nothing Else I Can Say)
"Eh, Eh (Nothing Else I Can Say)" é uma canção da artista musical estadunidense Lady Gaga contida no seu álbum de estreia, The Fame (2008). Foi lançada como o terceiro single do disco na Oceania e em alguns países europeus, assim como a quarta faixa de trabalho da cantora na França. A composição é uma balada com um andamento mediano sobre romper com um parceiro antigo e encontrar alguém novo. A obra recebeu revisões geralmente negativas da mídia especializada, com os críticos descrevendo-a como "seca e sem vida" interrompendo a "atmosfera de garota má festeira" do projeto.
Deixando de coincidir com a popularidade dos singles anteriores de Lady Gaga, a composição chegou ao número quinze na parada musical australiana ARIA Charts e nove na neozelandesa Recording Industry Association of New Zealand; teve sua melhor posição na Suécia, onde ao segundo lugar na tabela Sverigetopplistan. A canção também se posicionou entre as dez primeiras posições na República Checa, França, Hungria e na região de Flandres da Bélgica. "Eh, Eh (Nothing Else I Can Say)" recebeu certificações de ouro na Austrália, Dinamarca, Nova Zelândia e França.
Seu vídeo musical ítalo-americano que aborda temas dos anos 1950, dirigido por Joseph Kahn, retrata a cantora e suas amigas vagando pelas ruas de um pequeno cenário da Itália. O vídeo foi notado por retratar Gaga contrastante fazendo o trabalho feminino, em comparação com seus esforços anteriores. A artista apresentou "Eh, Eh (Nothing Else I Can Say)" na sua primeira turnê, The Fame Ball Tour (2009), vestindo uma malha branca com listras pretas em forma de relâmpagos e na The Monster Ball Tour (2009–11) dentro de um giroscópio humano.

## Lançamento e divulgação

Gaga cantando "Eh, Eh (Nothing Else I Can Say)" em 2009 na The Monster Ball Tour.

A faixa foi lançada pela primeira vez na Nova Zelândia em 10 de janeiro de 2009 e mais tarde na Austrália no dia 30 do mesmo mês, sendo a segunda música mais tocada nas estações de rádio do último país no início da semana de 15 dezembro de 2008. Um remix oficial também foi publicado na página oficial de Gaga naquele dia, e uma outra versão editada foi lançada em 3 de março com a capa do single. Em 5 de março, uma edição remixada da obra, produzida pelo Pet Shop Boys, ficou disponível para download gratuito no portal australiano da intérprete.
"Eh, Eh (Nothing Else I Can Say)" foi interpretada em uma versão beatbox nos Cherrytree Studios e lançada no primeiro extended play (EP) de Gaga, The Cherrytree Sessions. A música também foi divulgada no teatro The Wiltern na cidade de Los Angeles.
A canção foi apresentada na primeira turnê da intérprete, The Fame Ball Tour (2009), no segundo segmento, onde a artista vestia uma malha branca com listras pretas em forma de relâmpagos, além de botas e meia arrastão. Ao encerrar a apresentação da canção anterior, "Money Honey", Gaga apareceu no palco ao lado do músico Space Cowboy em uma Vespa. O cenário mudava para revelar formas de relâmpago que contrastavam com a natureza luzente da composição. Quando a música alcançou o refrão, a artista pediu ao público para se juntar a ela enquanto cantava e balançava os braços. O portal The New York Times chamou a apresentação ao vivo de "indiferente". No entanto, o The Hollywood Reporter avaliou a divulgação da faixa dizendo: "Em uma época de muita informação, uma das coisas mais refrescantes sobre Gaga é o seu mistério. Muitas vezes ela se escondeu atrás de máscaras, e a sua apresentação em palco modesta, robótica e na sua maior parte incompreensível, pouco fez para nos permitir conhecer a verdadeira Lady."
A obra foi também interpretada na The Monster Ball Tour (2009–11), onde significava o renascimento de Gaga à medida que ela descia do topo no meio de luzes brancas e nevoeiro mecânico. Ela usava um giroscópio humano em torno de seu tamanho, que foi desenvolvido pelo Haus of Gaga e nomeado de "The Orbit". Durante uma visita a França, ela apresentou a música em versão acústica em diversas estações de rádio como Fun Radio e NRJ. Na mesma excursão, ela interpretou o número no programa de televisão Taratata.

## Composição
Musicalmente "Eh, Eh (Nothing Else I Can Say)" é descrita como uma balada em comparação com o resto do dance music abastecido nas faixas de The Fame. A canção possui influências do synthpop e do bubblegum pop dos anos oitenta e incorpora demonstrações de "Umbrella", da cantora barbadense Rihanna. Gaga afirmou que a letra da música é sobre amor, explicando: "'Eh, Eh (Nothing Else I Can Say)' é a minha simples canção pop sobre encontrar alguém novo e romper com o antigo namorado." O escritor James E. Perone mencionou a canção em seu livro, The Album: A Guide to Pop Music's Most Provocative, Influential, and Important Creations, dizendo que com as letras, Gaga manteve um foco em relações transitórias. Embora as letras expliquem ao seu ex-amante que tinha encontrado alguém novo e não tivesse a intenção de machucá-lo com a notícia, a repetição contínua da frase "nada mais que eu possa dizer" solidifica a natureza transitória do relacionamento retratado. De acordo com a partitura publicada no Musicnotes.com pela Sony/ATV Music Publishing, a obra é definida no compasso do tempo comum com um ritmo moderado de 94 batimentos por minuto. O alcance vocal de Gaga ocupa o primeiro lugar na nota si♭M3 e vai calmamente para dó♯5, enquanto a peça está posicionada na tonalidade de Mi maior. A canção segue a progressão harmônica de Mi–si♭m–fá♯m–mi–si♭m–fá♯m. O músico de synthpop Frankmusik alterou a obra suave de "Eh, Eh (Nothing Else I Can Say)" para uma mais otimista, além de modificar os vocais da cantora no processo de remistura da faixa para o álbum de remixes, The Remix, como foi observado por Nicki Escuedo da Phoenix New Times.

## Crítica profissional
Alexis Petridis, do The Guardian, observou que o número tem a influência do Europop do início dos anos 1990 e "é a primeira canção há muito tempo que merece comparação com a obra de Ace of Base." Matthew Chisling, da Allmusic, deu uma crítica negativa a composição dizendo que "parece ser seca e sem vida no disco". Sal Cinquemani, da Slant Magazine, disse que "o ambiente e o comportamento de'Eh, Eh (Nothing Else I Can Say)' é difícil de comparar quando imprensada entre músicas como 'Poker Face' e 'Beautiful, Dirty, Rich'." Evan Sawdey, do PopMatters, disse que a faixa é o momento mais embaraçoso do álbum e como resultado, faz com que o disco vem a uma parada intermediária, assim, arruinando a "atmosfera de garota má festeira". Joey Guerra, do Houston Chronicle, disse que "Eh, Eh (Nothing Else I Can Say)" é um destaque inflável com alguma personalidade vocal. Ele também acrescentou que "teria sido um enorme sucesso se tivesse sido lançada por um grupo como Spice Girls." Koski Genevieve, do The A.V. Club, criticou as habilidades vocais de Gaga na obra. Jon Caramanica, do The New York Times, chamou a música de "apática", ao passo que Catherine P. Lewis, do The Washington Post, denominou a faixa como uma "balada alegre". A redatora Christina Martin, do periódico diário The Meridian Star, sentiu que a composição, juntamente com "Summerboy" de The Fame, é "uma canção pop alegre e otimista". Matt Busekroos, de Quinnipiac Chronicle, publicou que particularmente o single parecia como um "enchimento".

## Vídeo musical

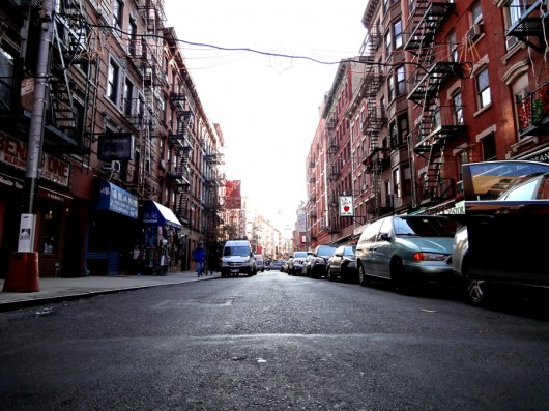
No vídeo, Gaga é vista vagando em uma Pequena Itália.

O vídeo musical ítalo-americano inspirado nos anos 1950, foi dirigido por Joseph Kahn e filmado juntamente com a representação audiovisual de "LoveGame" no fim de semana de 9 de janeiro de 2009 em Los Angeles. O trabalho começa mostrando uma Pequena Itália, um ícone de Madona com Menino, e depois Gaga montada num Vespa. A primeira cena retrata ela com algumas amigas, rindo e brincando em um restaurante. E em seguida, ela passeia com suas colegas ao redor enquanto interpreta o refrão da obra. No verso seguinte, ela é mostrada dormindo em uma cama, e então acorda. A artista canta a faixa enquanto cozinha para seu parceiro em uma casa. Logo depois, ela é vista passando roupa, á media que ele conversa com alguém no telefone. Os dois dogues alemães arlequim que apareceram no início da produção de "Poker Face", também são mostrados neste roteiro. Ela deita num sofá com as pernas sobre o rapaz. Uma das últimas imagens mostra-a em um vestido amarelo feito de flores e usando um relógio e um penteado que mostra seu cabelo puxado para cima e dobrado. Em seguida, a câmera rapidamente volta a cena onde está deitada na cama. Em entrevista a Popeater, Gaga explicou sobre o vídeo: "Eu queria mostrar um outro lado de mim — talvez um lado mais doméstico. E queria criar belas e deslumbrante imagens de moda futurista dos anos 50."

## Faixas e formatos
"Eh, Eh (Nothing Else I Can Say)" foi lançada através de download digital na loja Amazon contendo apenas o single como faixa com uma duração máxima de dois minutos e cinquenta e cinco segundos. Na Austrália, foi distribuído um CD single com duas edições da canção: a original e uma novas versão da música de trabalho anterior de Lady Gaga, "Poker Face", pelo produtor Space Cowboy. A edição física francesa tem mais duas produções aperfeiçoadas da composição. A versão virtual de remixes divulgada pela iTunes Store tem duas edições dançantes da música. Na Itália, o número também foi editado para serviços digitais, além de ser lançado um extended play (EP) digital contendo oito diferentes produções da faixa.
| Download digital |                                   |         |  |
| N.º              | Título                            | Duração |  |
| 1.               | "Eh, Eh (Nothing Else I Can Say)" | 2:55    |  |

| CD single da Austrália |                                   |         |  |
| N.º                    | Título                            | Duração |  |
| 1.                     | "Eh, Eh (Nothing Else I Can Say)" | 2:57    |  |
| 2.                     | "Poker Face" (Space Cowboy Remix) | 4:56    |  |

| CD single da França |                                                                      |         |  |
| N.º                 | Título                                                               | Duração |  |
| 1.                  | "Eh, Eh (Nothing Else I Can Say)"                                    | 2:57    |  |
| 2.                  | "Eh, Eh (Nothing Else I Can Say)" (Pet Shop Boys Radio Edit)         | 2:49    |  |
| 3.                  | "Eh, Eh (Nothing Else I Can Say)" (Random Soul Synthetic Club Remix) | 5:27    |  |

| Download digital de remixes |                                                                      |         |  |
| N.º                         | Título                                                               | Duração |  |
| 1.                          | "Eh, Eh (Nothing Else I Can Say)" (Random Soul Synthetic Club Remix) | 5:29    |  |
| 2.                          | "Eh, Eh (Nothing Else I Can Say)" (Pet Shop Boys Radio Edit)         |         |  |

| Download digital da Itália |                                                                            |         |  |
| N.º                        | Título                                                                     | Duração |  |
| 1.                         | "Eh, Eh (Nothing Else I Can Say)" (Electric Piano & Human Beatbox Version) | 3:03    |  |

| Extended play (EP) digital de remixes |                                                                             |         |  |
| N.º                                   | Título                                                                      | Duração |  |
| 1.                                    | "Eh, Eh (Nothing Else I Can Say)"                                           | 2:57    |  |
| 2.                                    | "Eh, Eh (Nothing Else I Can Say)" (Pet Shop Boys Radio Edit)                | 2:53    |  |
| 3.                                    | "Eh, Eh (Nothing Else I Can Say)" (Bollywood Remix)                         | 3:29    |  |
| 4.                                    | "Eh, Eh (Nothing Else I Can Say)" (FrankMusik 'Cut Snare Edit' Remix)       | 3:50    |  |
| 5.                                    | "Eh, Eh (Nothing Else I Can Say)" (Electric Piano & Human Beat Box Version) | 3:03    |  |
| 6.                                    | "Eh, Eh (Nothing Else I Can Say)" (Mattafix Remix)                          | 3:21    |  |
| 7.                                    | "Eh, Eh (Nothing Else I Can Say)" (Random Soul Synthetic Club Remix)        | 5:29    |  |
| 8.                                    | "Eh, Eh (Nothing Else I Can Say)" (Pet Shop Boys Club Remix)                | 6:31    |  |

## Créditos
Lista-se abaixo os profissionais envolvidos na elaboração da canção, de acordo com o encarte acompanhante de The Fame.
- Composição - Lady Gaga, Martin Kierszenbaum
- Produção - Martin Kierszenbaum
- Engenharia – Tony Ugval
- Mixagem – Robert Orton
- Masterização - Gene Grimaldi

## Desempenho nas tabelas musicais
"Eh, Eh (Nothing Else I Can Say)" estreou na tabela australiana ARIA Charts no número 38, devido a vendas digitais em 18 de janeiro de 2009. Na semana seguinte a canção subiu para 32 e desde então teve o pico de 15 em 1 de março de 2009 se tornando o terceiro single da cantora a ficar entre os vinte primeiros na parada. Depois de treze semanas na listagem, a faixa foi certificada como ouro pela exportação de 35 mil cópias pela Australian Recording Industry Association (ARIA). Na Nova Zelândia, a obra debutou na 40ª posição na edição de 19 de janeiro de 2009, Nos setenários seguintes ela continuou sua ascensão no gráfico e, finalmente, atingiu um pico de nono emprego, depois de passar três semanas na parada, e se tornando a terceira cmposição consecutiva da artista a ficar entre as dez músicas mais vendidas na Nova Zelândia. A faixa foi certificada como ouro em 24 de maio de 2009, pela Recording Industry Association of New Zealand, pela exportação de 7.500 cópias.
Na Billboard em 21 de fevereiro de 2009, "Eh, Eh (Nothing Else I Can Say)" estreou na Canadian Hot 100 no número 68, apesar de não ser lançada como single, mas saiu da tabela na semana seguinte. A obra também estreou no número vinte na Sverigetopplistan em 2 de abril, e atingiu um pico de dois. A composição alcançou o décimo quarto posto na Tracklisten da Dinamarca.
| Tabela musical (2009-2011)                                    | Melhor posição |
| ------------------------------------------------------------- | -------------- |
| Austrália - ARIA Charts                                       | 15             |
| Bélgica (Valônia) - Ultratip 40                               | 60             |
| Canadá - Canadian Hot 100                                     | 68             |
| Dinamarca - Tracklisten                                       | 14             |
| Eslováquia - IFPI Slovenská Republika                         | 67             |
| França - Syndicat National de l'Édition Phonographique        | 7              |
| Hungria - Magyar Hanglemezkiadók Szövetsége                   | 8              |
| Nova Zelândia - Recording Industry Association of New Zealand | 9              |
| Países Baixos - Dutch Top 40                                  | 12             |
| Chéquia - IFPI Česká Republika                                | 6              |
| Suécia - Sverigetopplistan                                    | 2              |
| União Europeia - European Hot 100                             | 40             |

| País                  | Certificação |
| --------------------- | ------------ |
| Austrália - ARIA      | Ouro         |
| Dinamarca - IFPI      | Ouro         |
| Nova Zelândia - RIANZ | Ouro         |
| Suécia - IFPI         | Ouro         |

| Tabela musical (2009)                                  | Posição |
| ------------------------------------------------------ | ------- |
| Austrália - ARIA Charts                                | 81      |
| França - Syndicat National de l'Édition Phonographique | 66      |
| Suécia - Sverigetopplistan                             | 34      |

## Histórico de lançamento
"Eh, Eh (Nothing Else I Can Say)" foi lançada como download digital na Oceania em 10 de janeiro de 2009 e no Brasil em 16 de março, sendo em seguida lançado em alguns países europeus em fevereiro e março. Sendo distribuída na Austrália e na França como CD single.
| País          | Data                    | Formato                     | Gravadora          |
| ------------- | ----------------------- | --------------------------- | ------------------ |
| Austrália     | 10 de janeiro de 2009   | Download digital, CD single | Interscope Records |
| Nova Zelândia | 10 de janeiro de 2009   | Download digital            | Interscope Records |
| Dinamarca     | 20 de fevereiro de 2009 | Download digital            | Interscope Records |
| Polónia       | 20 de fevereiro de 2009 | Download digital            | Interscope Records |
| Portugal      | 20 de fevereiro de 2009 | Download digital            | Interscope Records |
| Suécia        | 16 de março de 2009     | Download digital            | Interscope Records |
| Itália        | 16 de março de 2009     | Download digital            | Interscope Records |
| Reino Unido   | 16 de março de 2009     | Download digital            | Interscope Records |
| Portugal      | 16 de março de 2009     | Download digital            | Interscope Records |
| Brasil        | 16 de março de 2009     | Download digital            | Universal Music    |
| França        | 7 de setembro de 2009   | CD single                   | Polydor Records    |